# Fonds-de-Forêt
Fonds-de-Forêt (ook gespeld: Fonds de Forêt) is een buurtschap in de deelgemeente Forêt van de Belgische gemeente Trooz.
Feitelijk is het een langgerekt dorp dat ligt in de vallei van de Magne, een zijrivier van de Vesder. De Magne heet hier: Ruisseau de Fonds-de-Forêt. De hoogte bedraagt hier ongeveer 150 meter en de hellingen naar het Plateau van Herve zijn betrekkelijk steil en grotendeels bebost. In deze hellingen zijn grotten te vinden. Er zijn echter ook grote steengroeven in de hellingen.

## Bezienswaardigheden
- Sint-Leonarduskapel
- Prehistorische grotten van Fonds-de-Forêt

## Nabijgelegen kernen
Forêt, Prayon, Magnée